# Alan Rough
Alan Roderick Rough (født 25. november 1951 i Glasgow, Skotland) er en tidligere skotsk fodboldspiller (målmand).
Rough spillede på klubplan størstedelen af sin karriere i hjemlandet, hvor han blandt andet repræsenterede Partick Thistle, Hibernian og Celtic. Længst tid tilbragte han hos Partick, hvor han var tilknyttet i 13 sæsoner. Her var han i 1971 med til at vinde den skotske Liga Cup. I sin ene sæson hos Celtic vandt han FA Cuppen.
Rough spillede desuden 53 kampe for det skotske landshold. Hans første landskamp var et opgør mod Schweiz 7. april 1976, hans sidste en kamp mod England 23. april 1986. Han repræsenterede sit land ved både VM i 1978 i Argentina, VM i 1982 i Spanien og VM i 1986 i Mexico.
Han blev i 2013 indlemmet i Scottish Football Hall of Fame.

## Titler
Skotsk FA Cup
- 1989 med Celtic

Skotsk Liga Cup
- 1971 med Partick Thistle